# 설득 (2022년 영화)
《설득》(영어: Persuasion)은 2022년 공개된 미국의 드라마 영화로, 제인 오스틴의 소설 《설득》을 영화화한 작품이다. 캐리 크래크넬 감독의 데뷔작이며, 다코타 존슨, 코스모 자비스, 헨리 골딩, 니키 아무카버드, 미아 매케나브루스, 리처드 E. 그랜트가 출연했다.
2022년 7월 15일 넷플릭스에서 공개되었다.

## 줄거리
영화 '설득'은 앤 엘리엇이 젊고 지위가 낮은 해군 장교 프레드릭 웬트워스와의 약혼을 파기한 7년 후의 이야기로 시작된다. 앤의 가족과 친구들은 웬트워스를 사회적 지위와 재산 부족으로 부적절한 상대로 여겼고, 앤은 어머니처럼 여기는 먼 친척 레이디 러셀의 설득으로 약혼을 파기한다.
앤의 아버지 월터 엘리엇 경은 빚 때문에 가문의 영지 켈린치 홀을 크로프트 제독에게 임대하기로 하고, 앤의 언니 엘리자베스와 과부 페넬로피 클레이와 함께 바스로 떠난다. 아픈 여동생 메리를 돌보게 된 앤은 크로프트 제독 부부가 웬트워스의 누이라는 사실을 알게 되고, 웬트워스와 재회하게 된다. 메리의 시누이 중 한 명인 루이자는 앤에게 웬트워스를 쫓으라고 부추기지만, 결국 자신이 그를 좋아하게 된다.
앤, 웬트워스, 루이자, 메리 가족은 바닷가 휴가를 떠나 웬트워스의 해군 친구들을 만나고, 루이자의 웬트워스에 대한 애정은 분명해진다. 앤은 자신의 감정을 숨기려 하고, 앤과 웬트워스는 친구로 지내기로 한다. 이후 그들은 앤에게 관심을 보이는 수수께끼의 신사 윌리엄 엘리엇을 만나는데, 그는 앤 가문의 상속자였다.
루이자는 웬트워스에게 계단에서 뛰어내려 받으라고 하는 장난을 치다가 크게 다치고, 앤은 바스로 가게 된다. 바스에서 앤은 윌리엄 엘리엇과 재회하고, 그는 앤에게 구애를 시작한다. 또한, 윌리엄은 앤의 아버지가 페넬로피 클레이와 결혼하여 자신의 상속권을 빼앗길 것을 우려하여 그녀를 막으려 한다는 사실을 밝힌다. 루이자가 회복 후 약혼했다는 소식을 듣고 앤은 괴로워한다. 웬트워스는 배를 제안받았으며 승선 여부를 결정 중이라는 사실을 알리며, 윌리엄이 앤에게 구애하는 모습을 보고 승선하기로 결심한다.
웬트워스는 앤과 하빌이 사랑에 있어서 남녀의 충실함에 대해 이야기하는 것을 듣는다. 앤이 모든 희망이 사라져도 사랑의 감정을 포기하지 않는 여성에 대해 이야기하는 것에 깊이 감동한 웬트워스는 그녀에게 자신의 감정을 담은 편지를 쓰고 떠난다. 앤은 웬트워스를 뒤쫓아가다 윌리엄 엘리엇이 페넬로피 클레이와 포옹하는 것을 보고, 웬트워스와 사랑을 확인한다. 윌리엄 엘리엇과 페넬로피 클레이는 결혼한다.
결말에서 앤과 웬트워스는 바다를 바라보며 곧 있을 항해에 대해 이야기하고, 웬트워스는 앤에게 육분의 사용법을 가르쳐준다.

## 출연진
- 다코타 존슨 - 앤 엘리엇 역
- 코스모 자비스 - 프레더릭 웬트워스 역
- 헨리 골딩 - 윌리엄 엘리엇 역
- 니키 아무카버드 - 러셀 양 역
- 미아 매케나브루스 - 메리 엘리엇 역
- 리처드 E. 그랜트 - 월터 엘리엇 경 역
- 벤 베일리 - 찰스 머스그로브 역
- 니아 타울 - 루이자 머스그로브 역
- 이주카 호일 - 헨리에타 머스그로브 역
- 욜란다 케틀 - 엘리자베스 엘리엇 역
- 에드워드 블루멜 - 하빌 역
- 아폴라비 알리 - 벤윅 역
- 제니 레인스퍼드 - 하빌 부인 역
- 리디아 로즈 뷸리 - 퍼넬러피 클레이 부인 역